# Kurt Servé
Kurt Servé (født 1935), er en sydfynsk billedkunstner og fagbogsforfatter til en række bøger om dyr og planter. Desuden var han årets kunstner i Svendborg Kommune 2006.

## Ekstern kilde/henvisning
- Billedkunstner Kurt Servé
- Forfatter Kurt Servé Arkiveret 6. august 2020 hos  Wayback Machine